# Josep Ferrer-Bonsoms i Bonsoms
Josep Ferrer-Bonsoms i Bonsoms (l'Arboç, Baix Penedès, 19 de març de 1920 - Pamplona, Navarra, 14 d'abril de 2001) fou un empresari català.
Graduat en alta direcció d'empreses en l'IESE, en 1956 assumeix la direcció general de control en el Banco Popular Español. El 1961 fou nomenat director del Banc de Sabadell i el 1968 vicepresident del Banco Atlántico. El 1964 fou nomenat president de Bankunion. Fou el primer president del consell d'administració d'Autopistas Concesionaria Española (ACESA) fins al desembre del 1971, i des del càrrec ha estat el principal impulsor de les autopistes de peatge. Durant aquesta època entrà en servei la primera autopista de peatge de Montgat a Mataró, i s'avançà en la construcció de l'A-7 Nord de Barcelona i Tarragona fins a la Jonquera i del Vendrell a Saragossa. També fou president de la junta de govern de la Fundación General Mediterránea. El 1988 va rebre la Creu de Sant Jordi.